# Giải Cánh diều 2023
Giải Cánh diều 2023 là lễ trao giải lần thứ 30 Hội Điện ảnh Việt Nam và cũng là lần thứ 21 kể từ khi giải thưởng chính thức có tên là Cánh diều. Lễ trao giải đã vinh danh những tác phẩm điện ảnh, truyền hình Việt Nam xuất sắc nhất năm 2022 và 2023.
Trong năm 2023 đã có tổng cộng 157 tác phẩm tham dự bao gồm: 16 phim truyện điện ảnh, 17 phim truyện truyền hình, 22 phim hoạt hình, 11 phim khoa học, 34 phim tài liệu, 52 phim ngắn và 5 công trình nghiên cứu, lý luận phê bình điện ảnh.
Ở hạng mục phim điện ảnh, Tro tàn rực rỡ đã giành lấy giải Cánh diều vàng, đồng thời cũng là bộ phim giành lấy nhiều giải thưởng nhất với 4 hạng mục bao gồm cả Đạo diễn xuất sắc, Quay phim xuất sắc và Nữ diễn viên phụ xuất sắc tại hạng mục phim truyện điện ảnh. Trong khi đó, Mẹ rơm cũng đã giành lấy giải Cánh diều vàng cho hạng mục phim truyền hình.

## Danh sách thắng giải
Các cá nhân, tập thể thắng giải được in đậm:
| 1 | Chỉ phim đoạt Cánh diều vàng |
| 2 | Chỉ phim đoạt Cánh diều bạc  |
| 3 | Chỉ phim nhận bằng khen      |

### Phim điện ảnh
| Phim truyện điện ảnh xuất sắc |                                                                                        |
| - Tro tàn rực rỡ - Nhà bà Nữ - Con Nhót mót chồng - Em và Trịnh - Mười: Lời nguyền trở lại - Hoa nhài - Siêu lừa gặp siêu lầy - Chị chị em em 2 - Biệt đội rất ổn - Cô gái từ quá khứ - Phơi sáng - Memento Mori: Đất - Hạnh phúc máu - Vong nhi - Tiểu đội Hoa hồng - 9 |                                                                                        |
| Đạo diễn xuất sắc | Biên kịch xuất sắc                                                                     |
| - Bùi Thạc Chuyên – Tro tàn rực rỡ | - Trấn Thành, Nguyễn Ngọc Huyền Trân – Nhà bà Nữ                                       |
| Nam diễn viên chính xuất sắc | Nữ diễn viên chính xuất sắc                                                            |
| - Thái Hòa – vai ông Xỉn, Con Nhót mót chồng - Avin Lu (Lương Anh Vũ) – vai Trịnh Công Sơn thời trẻ, Em và Trịnh | - Thu Trang – vai Nhót, Con Nhót mót chồng - Phương Anh Đào – vai Nhàn, Tro tàn rực rỡ |
| Nam diễn viên phụ xuất sắc | Nữ diễn viên phụ xuất sắc                                                              |
| - Phạm Huỳnh Hữu Tài – vai Vương Đình Thái Phong, Hạnh phúc máu | - Hạnh Thúy – vai Loan, Tro tàn rực rỡ                                                 |
| Âm thanh xuất sắc | Âm nhạc xuất sắc                                                                       |
| - Vũ Hoàng Phương, Vũ Công Minh – Mười: Lời nguyền trở lại | - Đức Trí, Trần Hữu Tuấn Bách – Em và Trịnh                                            |
| Thiết kế mĩ thuật xuất sắc | Quay phim xuất sắc                                                                     |
| - Nguyễn Minh Đương – Chị chị em em 2 | - Nguyễn K'Linh – Tro tàn rực rỡ                                                       |

Phim nhận được nhiều hạng mục nhất:
| Đoạt giải | Phim               |
| --------- | ------------------ |
| 4         | Tro tàn rực rỡ     |
| 3         | Con Nhót mót chồng |

### Phim truyền hình
| Phim truyền hình xuất sắc |                                                                                          |
| - Mẹ rơm (VTV) - Anh có phải đàn ông không (VTV) - Bình minh phía trước (IDE/VTV) - Đừng làm mẹ cáu (VTV) - Lụa (HTV) - Giấc mơ của mẹ (Vie Channel/HTV) - Gara hạnh phúc (VTV) - Đấu trí (VTV) - Đừng nói khi yêu (VTV) - Hành trình công lý (VTV) - Dưới bóng cây hạnh phúc (VTV) - Mặt trời mùa đông (VieON) - Duyên kiếp (THVL) - Màu cát (SCTV) - Chị đại trở lại (SCTV) - Vợ quan (SCTV) - Về nhà là Tết (POPS) |                                                                                          |
| Đạo diễn xuất sắc | Biên kịch xuất sắc                                                                       |
| - Trịnh Lê Phong – Anh có phải đàn ông không | - Lương Kim Liên, Nguyễn Thị Ngọc Bích – Mẹ rơm                                          |
| Nam diễn viên chính xuất sắc | Nữ diễn viên chính xuất sắc                                                              |
| - Thái Hòa – vai Mô "gù", Mẹ rơm - Tuấn Tú – vai Duy Anh, Anh có phải đàn ông không | - Nguyễn Quỳnh – vai Hạnh, Đừng làm mẹ cáu - Thân Thúy Hà – vai bác sĩ Thùy Như, Vợ quan |
| Nam diễn viên phụ xuất sắc | Nữ diễn viên phụ xuất sắc                                                                |
| - Vĩnh Xương – vai Đinh Hoàng Đức, Đấu trí | - Đan Lê – vai Mai Ngọc, Anh có phải đàn ông không                                       |
| Quay phim xuất sắc |                                                                                          |
| - Trần Kim Vũ – Anh có phải đàn ông không |                                                                                          |
| Diễn viên triển vọng |                                                                                          |
| - Nguyễn Thanh Tuấn – vai Tổng Bí thư Nguyễn Văn Cừ, Bình minh phía trước |                                                                                          |

Phim nhận được nhiều hạng mục nhất:
| Đoạt giải | Phim                      |
| --------- | ------------------------- |
| 4         | Anh có phải đàn ông không |
| 3         | Mẹ rơm                    |

### Phim hoạt hình
| Phim xuất sắc                                                                           |                                                       |
| - Nguồn cội - Cô bé tóc xù - Tái sinh - Mèo mũi đỏ và những người bạn - Giấc mơ của con |                                                       |
| Đạo diễn xuất sắc                                                                       | Họa sĩ chính xuất sắc                                 |
| - Phạm Thị Minh Nguyệt – Cô bé tóc xù                                                   | - NSƯT Lê Bình – Tái sinh và Sự tích cây Nêu ngày tết |

Phim nhận được nhiều hạng mục nhất:
| Đoạt giải | Phim         |
| --------- | ------------ |
| 2         | Cô bé tóc xù |
| 2         | Tái sinh     |

### Phim tài liệu
| Phim xuất sắc |                                    |
| - Bẫy - Phía trên những đám mây - Đường đến hòa bình - Khát vọng thiên thanh - Những bức tường - Sự thực khó thay đổi |                                    |
| Đạo diễn xuất sắc | Quay phim xuất sắc                 |
| - Đoàn Hồng Lê – Đường đến hòa bình                                                                                   | - NSƯT Nguyễn Quang Tuấn – Mắt bão |

Phim nhận được nhiều hạng mục nhất:
| Đoạt giải | Phim               |
| --------- | ------------------ |
| 2         | Đường đến hòa bình |

### Phim khoa học
| Phim xuất sắc |                                                                |
| - Hố đen (đạo diễn Trịnh Quang Bách) - Khi dòng sông vắng lũ (đạo diễn Đặng Thị Linh) - Sinh tồn (đạo diễn Phạm Hồng Thắng) - Bí ẩn từ lòng đất (đạo diễn Phùng Ngọc Tú) - Ô nhiễm nhựa: Vấn đề của thực tại và tương lai (đạo diễn Nguyễn Tài Văn) |                                                                |
| Đạo diễn xuất sắc | Quay phim xuất sắc                                             |
| - Trịnh Quang Bách - Hố đen | - Vũ Trọng Quảng, Nguyễn Ngọc Sơn, Nguyễn Bảo Khánh – Sinh tồn |

Phim nhận được nhiều hạng mục nhất:
| Đoạt giải | Phim     |
| --------- | -------- |
| 2         | Hố đen   |
| 2         | Sinh tồn |

### Phim ngắn
| Phim - Đạo diễn |
| --- |
| - Dưới đáy hố - Đinh Phạm Phước Bình - Ảo giác - Đào Linh Chi - Con gà mái mơ - Lê Văn Mỹ Thiện - Cho một ngày mai - Trần Quang Huy - Dưới đôi cánh của mẹ - Bùi Phương Thảo - Điềm báo - Hồ Thanh Thảo |
| Xem thêm: Giải Cánh diều cho phim ngắn |

### Công trình nghiên cứu lý luận, phê bình điện ảnh
| Tác phẩm - Tác giả |
| --- |
| - Công trình Nghiên cứu lý luận "Nghệ thuật viết kịch bản Phim truyện truyền hình" - PGS.TS Đỗ Lệnh Hùng Tú - Tập tiểu luận "Con đường gai nhọn (tập 2)" - Phạm Thùy Nhân - Công trình Nghiên cứu lý luận "Tiếp cận Ký hiệu học điện ảnh qua lý thuyết của Charles Sanders Peirce" - TS. Nguyễn Cao Thanh |